# ソリダス・スネーク
- メタルギアシリーズ > メタルギアシリーズの登場人物 > ソリダス・スネーク

ソリダス・スネーク（Solidus Snake、1972〜1976年? - 2014年）は、コナミ（現、コナミデジタルエンタテインメント）のアクションゲーム、メタルギアシリーズに登場する架空の人物。
ソリッド・スネーク同様、大塚明夫が声優を担当している。海外版ではソリッド・スネークとは違う別の声優（ジョン・サイガン）が担当している。

## 人物
ソリッド・スネーク、リキッド・スネークに次ぐ3人目のビッグ・ボスのクローンで、ソリッドとリキッドの2人と違い、遺伝学上でもビッグ・ボスの完全なクローンとして再現した個体。3人のスネークの中でも皺と白髪が目立ち、ビッグ・ボスとは逆の左目を負傷して眼帯をつけた際の風貌は、リボルバー・オセロットから「ビッグ・ボスに瓜二つ」と評された。
リベリア内戦の際にCIAの準軍事要員として活動しており、『メタルギアソリッド2』プラント編の主人公・雷電を含む多くの子供を誘拐、戦うことを拒否した子供は容赦なく殺害し、雷電達残りの子供達を兵士として育てた。こうした行動の背景には、先天的に生殖能力を持っていなかった事が影響しているとされる。
1989年にはリベリア内戦に雷電を参戦させているが、終戦後には彼のもとを去っている。
そして2001年、ジョージ・シアーズの名で第43代アメリカ合衆国大統領に就任し、シャドー・モセス島事件を迎えた。
戦闘時には外装式強化服を装備し、武器は強化服の胸部に備わっている「スネークアーム」と呼ばれるマニピュレーターとそこから発射される小型ミサイル、アメリカの二大政党である民主党と共和党の名にちなんだ刀、民主刀と共和刀の2振りを持つ。銃器はP90を使用した。
さらに、胸部装甲とスネークアームをパージすることで背面のブースターを使用した高速移動が可能となる。

## 他のスネークとの関係
「恐るべき子供達」計画とは別に生み出されたビッグ・ボスのほぼ純粋なクローンである。遺伝子の優性、劣性を集約して能力の向上を図ったソリッド・スネークとリキッド・スネークとは違って、肉体の均整を重視したクローンと表現されており、その外見は他のスネークよりもオリジナルであるビッグ・ボスにより近い。
ソリッド、リキッドと同様、ターミネーター遺伝子により生殖能力を奪われており、自然な方法で子孫を残すことができない。また、小説版『MGS4』では年齢的にはスネークとほぼ同年齢と思われる可能性が高いことが示され、それにも関わらずソリッドとソリダスで老化速度に差が見られたことについては、ビッグ・ボスの細胞に寿命の設定などの遺伝子操作を施されて誕生したソリッドに対し、ソリダスの場合はビッグ・ボスをより精密に再現するためにビッグ・ボスの老いた体細胞やテロメアをほぼそのまま受け継いで誕生したことが理由として挙げられている。
ビッグシェル占拠事件の発生まで、ソリッドはソリダスの存在を知らなかったとされており、リキッド・スネークもまたソリダスの存在を知らない。輸送ヘリに乗ったソリッドとハリアーⅡV/STOL戦闘機で戦うシーンがあるが、ゲーム本編での直接対決は行われていない。

## 来歴・関わった事件

### シャドー・モセス島事件以前
デジタルクローン技術により、ビッグボスの完全な遺伝子を受け継いだこと以外の具体的な出生の経緯は不明。その後、アフリカ大陸にてリベリア内戦に参加し、後の雷電をはじめとする多くの少年兵を育成した。
小説『メタルギアソリッド サブスタンスII』にて、『愛国者達』の前身であるサイファーの内部分裂で、ゼロ少佐によってスカルフェイスがアフリカに左遷された際、ソリダスも一時期アフリカに身を隠したとされる。

### シャドー・モセス島事件
- 『メタルギアソリッド』（1998年発売）

2005年。ゲーム内には登場せず、この時点ではアメリカ合衆国大統領ジョージ・シアーズとして活動しており、米露間の核兵器削減条約START3の調印を控えている。事件のことは知らないということになっていたが、実は裏でリボルバー・オセロットを使い全てを操っていた黒幕だった。この事件の直後に自殺した国防長官の任命責任という名目で辞任し、愛国者達の暗殺から逃れるために地下に潜伏した。

### ビッグ・シェル占拠事件（プラント編）
- 『メタルギアソリッド2』（2001年発売）

2009年4月29日。アメリカを陰から支配している「愛国者達」の影響下から解放される事を望み、ゴルルコビッチ私兵部隊や自身が大統領時代に創設した大統領直属対テロ特殊部隊「デッド・セル」の残党及び大統領警護隊によって構成されたテロ集団「サンズ・オブ・リバティ」を率いて海上除染施設「ビッグ・シェル」を武力占拠、施設を視察訪問中だった合衆国大統領を含む政府の要人十数名や環境保護団体職員らを人質に取る。
これによりビッグ・シェル＝アーセナルギア内の光ニューロAI「G.W」に記録されている「愛国者達」の名簿を奪取できるはずだったが、腹心のリボルバー・オセロットが「愛国者達」のスパイであったことが判明し、自らも後述する「S3計画」の手駒に過ぎなかったことを知る。結局「愛国者達」の情報は得ることができず全てを失ったソリダスは、唯一残された手段として雷電の脳内に埋め込まれたナノマシンに「愛国者達」の痕跡が残されていると推測し、フェデラルホールの屋根の上で最後の決闘を挑むが、雷電との壮絶な死闘の末に敗北した。ソリダスはそのまま屋根から転落、ジョージ・ワシントンの像にすがりついた後、意識を失った。また、今回の蜂起には「子孫を残せない自分自身が、その考えや名前を歴史に残す」という意味があったことも告白している。

#### S3計画との関係
S3計画は、実際には社会の思想的健全化のための淘汰 (Selection for Societal Sanity) を意味する英文の頭文字で、現代社会における真実や噂、利己主義者への崇拝等を消滅させる目的で始まった、デジタル情報の統制管理淘汰の計画である。しかし、ソリダスはかつてソリッド・スネークが体験した戦場の再現を試みることで、「ある設定やある状況を背負わせることにより、新兵でも老兵クラスの戦果をあげることのできる新兵養成シミュレーション」であるソリッド・スネーク・シミュレーションの略称だと、愛国者達やオセロットにより思い込まされていた。

#### SNAKE TALES
バーチャル訓練装置であるVR MISSIONが、実は並行世界の他人の意識を利用したものだったという設定の外伝で登場。並行世界に複数存在する自分が一人でも殺害されるのを防ぐため、日常的にVR MISSIONを使用しているソリッド・スネークの抹殺を目論む。同じ並行世界の住人であり、ソリダスからハニーと呼ばれる恋人のメイ・リンと共に、雷電とその恋人ローズの甘い生活を綴ったVR MISSIONを利用した攻撃を仕掛けたが、オタコンと並行世界からやってきたオルガに見破られ、フェデラルホールの屋根の上でスネークに敗北し異世界へ戻っていった。

### ガンズ・オブ・ザ・パトリオット事件
- 『メタルギアソリッド4』（2008年発売）

2014年。ソリダスの身体は「愛国者達」に回収されたが、後にオセロットとナオミによって奪われる。ビッグ・ボスの完全なクローンだったことで、遺伝子コードがキーとなっていたSOPシステムへの介入、欠損したビッグ・ボスの身体を補うための移植、さらにビッグ・ボスの脳死体の偽物としても利用されている。「ナノマシンによって意識を幽閉されているビッグ・ボス」としてカモフラージュされているため、時折痙攣のように動くときがあったが、彼がこの時点で意識や自我がまだ維持されていたのかは不明。その後、リキッド・オセロットの手にかかり東欧で焼死。燃やされた遺灰は後にビッグ・ボスの墓に埋められる事になる。
生前のソリダスの野望であった「愛国者達」を倒し自由への解放を果たすという悲願は、本編中で図らずもスネークや雷電たちの奮闘によって果たされることとなる。また、本作に登場するBB部隊隊員の一人ラフィング・オクトパスが使用するタコの足のようなマニピュレータは、ソリダスが使用していたスネークアームを改良、発展させた武器だと語られている。